# دوروسوکوس
دوروسوکوس (نام علمی: ') نام یک سرده از تیره یوپارکری‌سانان است.